# Agassireul butakhae
Agassireul butakhae (hangeul: 아가씨를 부탁해, lett. Prendersi cura della giovane signora; titolo internazionale My Fair Lady) è una serie televisiva sudcoreana trasmessa su KBS2 dal 19 agosto al 8 ottobre 2009.

## Trama
Kang Hye-na, unica erede del Kang-san Group, è la proprietaria del Lady Castle e vive come una principessa insieme ai suoi servitori. I genitori di Hye-na morirono in un incidente stradale e la ragazza venne cresciuta dal nonno, diventando testarda ed egoista, e convincendosi che tutto il mondo giri intorno a lei poiché non ha potuto sperimentare il calore di una famiglia. Un giorno, guidando imprudentemente, Hye-na urta il camioncino di un uomo, Seo Dong-chan, che sta consegnando fiori, ma si rifiuta di chiedere scusa. Insoddisfatto, Dong-chan la insegue e inizia a tormentarla in ogni modo, presentandosi anche al Lady Castle come nuovo maggiordomo.

## Personaggi
- Kang Hye-na, interpretata da Yoon Eun-hye
- Seo Dong-chan, interpretato da Yoon Sang-hyun
- Lee Tae-yoon, interpretato da Jung Il-woo
- Yeo Eui-joo, interpretata da Moon Chae-won
- Kang Su-min, interpretato da Wang Seok-hyeon
- Jung Woo-sung, interpretato da Kim Young-kwang
- Presidente Kang, interpretato da Lee Jung-gil
- Rappresentante Kang, interpretato da Kim Myeong-gook
- Jang Dong-gun, interpretato da Jo Hyun-kyu
- Lee Byung-hun, interpretato da Shin Ki-hyun

## Ascolti
| Episodio | Data di trasmissione | Dati TNMS           | Dati TNMS                  | Dati AGB            | Dati AGB                   |
| Episodio | Data di trasmissione | A livello nazionale | Area metropolitana di Seul | A livello nazionale | Area metropolitana di Seul |
| -------- | -------------------- | ------------------- | -------------------------- | ------------------- | -------------------------- |
| 1        | 19 agosto 2009       | 17,4%               | 17,7%                      | 16,9%               | 17,8%                      |
| 2        | 20 agosto 2009       | 16,3%               | 16,7%                      | 15,9%               | 16,5%                      |
| 3        | 26 agosto 2009       | 16,4%               | 16,9%                      | 14,3%               | 14,9%                      |
| 4        | 27 agosto 2009       | 17,4%               | 17,9%                      | 15,6%               | 16,1%                      |
| 5        | 2 settembre 2009     | 14,9%               | 14,5%                      | 14,1%               | 15,2%                      |
| 6        | 3 settembre 2009     | 15,1%               | 14,7%                      | 14,5%               | 15,4%                      |
| 7        | 9 settembre 2009     | 14,4%               | 14,6%                      | 12,6%               | 13,3%                      |
| 8        | 10 settembre 2009    | 14,6%               | 14,7%                      | 13,3%               | 14,4%                      |
| 9        | 16 settembre 2009    | 13,8%               | 14,1%                      | 13,1%               | 13,0%                      |
| 10       | 17 settembre 2009    | 14,3%               | 14,5%                      | 12,8%               | 13,5%                      |
| 11       | 23 settembre 2009    | 13,6%               | 14,1%                      | 13,4%               | 13,7%                      |
| 12       | 24 settembre 2009    | 15,0%               | 15,2%                      | 14,9%               | 15,2%                      |
| 13       | 30 settembre 2009    | 14,8%               | 15,2%                      | 14,1%               | 15,0%                      |
| 14       | 1º ottobre 2009      | 14,1%               | 14,5%                      | 13,6%               | 14,1%                      |
| 15       | 7 ottobre 2009       | 16,1%               | 16,3%                      | 15,6%               | 15,9%                      |
| 16       | 8 ottobre 2009       | 19,0%               | 19,4%                      | 18,3%               | 19,6%                      |
| Media    | Media                | 15,5%               | 15,5%                      | 14,6%               | 14,6%                      |

## Colonna sonora
1. Hot Stuff - Davichi
2. Can't Stop Love / Helpless Love - Yoon Sang-hyun
3. Dash Girl - Yoon Eun-hye
4. I Give / Take Care of the Heart - Jung Jae-wook
5. Give My Love / Take Care of the Lady - Na Yoon-kwon
6. Lady (스윙)
7. The Story (숨겨진 이야기)
8. Take Care Girl (Tango) (아가씨를 부탁해 (탱고))
9. Hot Stuff (inst)
10. Can't Stop Love / Helpless Love (inst.)
11. Dash Girl (inst.)
12. I Give / Take Care of the Heart (inst.)
13. Give My Love / Take Care of the Lady (inst.)
14. I Love You - Miryo feat. Narsha
15. Romance (로망스) - Yoon Eun-hye e Yoon Sang-hyun

## Riconoscimenti
| Anno | Premio           | Categoria                                   | Ricevente                     | Risultato       |
| ---- | ---------------- | ------------------------------------------- | ----------------------------- | --------------- |
| 2009 | KBS Drama Awards | Premio eccellenza, attore in una miniserie  | Yoon Sang-hyun                | Candidato/a     |
| 2009 | KBS Drama Awards | Premio eccellenza, attrice in una miniserie | Yoon Eun-hye                  | Candidato/a     |
| 2009 | KBS Drama Awards | Miglior nuovo attore                        | Jung Il-woo                   | Candidato/a     |
| 2009 | KBS Drama Awards | Miglior nuova attrice                       | Moon Chae-won                 | Candidato/a     |
| 2009 | KBS Drama Awards | Migliore attrice giovane                    | Wang Seok-hyeon               | Candidato/a     |
| 2009 | KBS Drama Awards | Premio popolarità, attore                   | Yoon Sang-hyun                | Vincitore/trice |
| 2009 | KBS Drama Awards | Premio popolarità, attrice                  | Yoon Eun-hye                  | Vincitore/trice |
| 2009 | KBS Drama Awards | Premio miglior coppia                       | Yoon Sang-hyun e Yoon Eun-hye | Vincitore/trice |

## Distribuzioni internazionali
| Paese               | Canale/i                | Prima TV                    | Titolo adottato   |
| ------------------- | ----------------------- | --------------------------- | ----------------- |
| Hong Kong           | Entertainment Channel   | 26 gennaio-24 febbraio 2010 | 拜託小姐          |
| Malaysia            | 8TV                     | 5 luglio-6 agosto 2010      | 拜託小姐          |
| Taiwan              | Videoland Drama         | 5 luglio-6 agosto 2010      | 拜託小姐          |
| Giappone            | LaLa TV                 | 24 aprile 2010              | お嬢さまをお願い! |
| Thailandia          | Channel 7               | 21 agosto 2010              | คุณหนูครับ มีรักมาเสิร์ฟ |
| Filippine           | ABS-CBN                 | 2011                        | My Fair Lady      |
| Perù                | Panamericana Televisión |                             | My Fair Lady      |
| Guatemala           | Guatevisión             |                             | My Fair Lady      |
| Ecuador             | Ecuavisa                |                             | My Fair Lady      |
| El Salvador         | TCS                     | 2012                        | My Fair Lady      |
| Costa Rica          | Canal 9                 | 2013                        | My Fair Lady      |
| Cuba                | Canal Habana            | 2013                        | My Fair Lady      |
| Messico             | Televisión Mexiquense   | 2013                        | My Fair Lady      |
| Emirati Arabi Uniti | MBC 4                   | 17 febbraio 2013            | أميرتي - Amirati  |
| Indonesia           | RTV                     | 8 gennaio 2015              |                   |